# Жёны-мироносицы

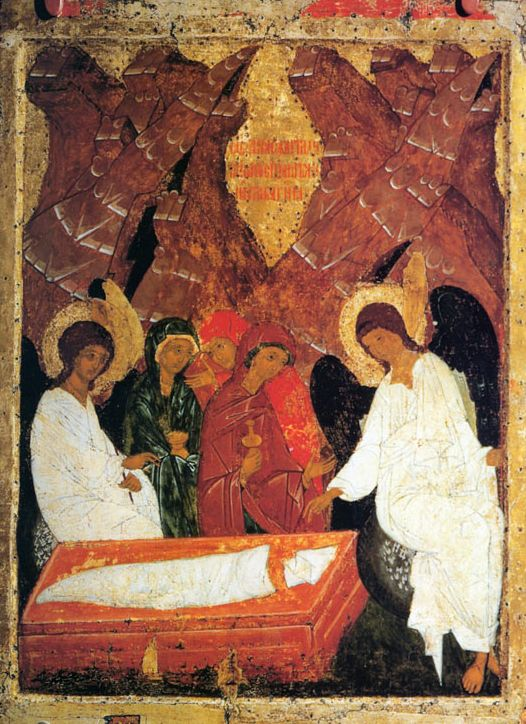
Жёны-мироносицы у Гроба Господня
(вологодская икона, к. XV века)

Жёны-мироно́сицы (греч. μυροφόροι γυναίκες) — женщины, пришедшие утром в первый день после субботы ко Гробу воскресшего Иисуса Христа, с ароматами и благовониями (миром) для ритуального умащения тела.

## Евангельские события
После субботнего покоя ко гробу пришли
- у Матфея (Мф. 28:1—10) — Мария Магдалина и другая Мария;
- у Марка (Мк. 16:1—13) — Мария Магдалина, Мария Иаковлева (мать Иакова Алфеева, одного из двенадцати апостолов), Саломия (дочь Иосифа Обручника от первого брака — мать сынов Зеведевых Иакова и Иоанна);
- у Луки (Лк. 24:1—10) — Мария Магдалина, Иоанна (жена Хузы), Мария (мать Иакова), «и другие с ними»;
- у Иоанна (Ин. 20:1—18) — Мария Магдалина.

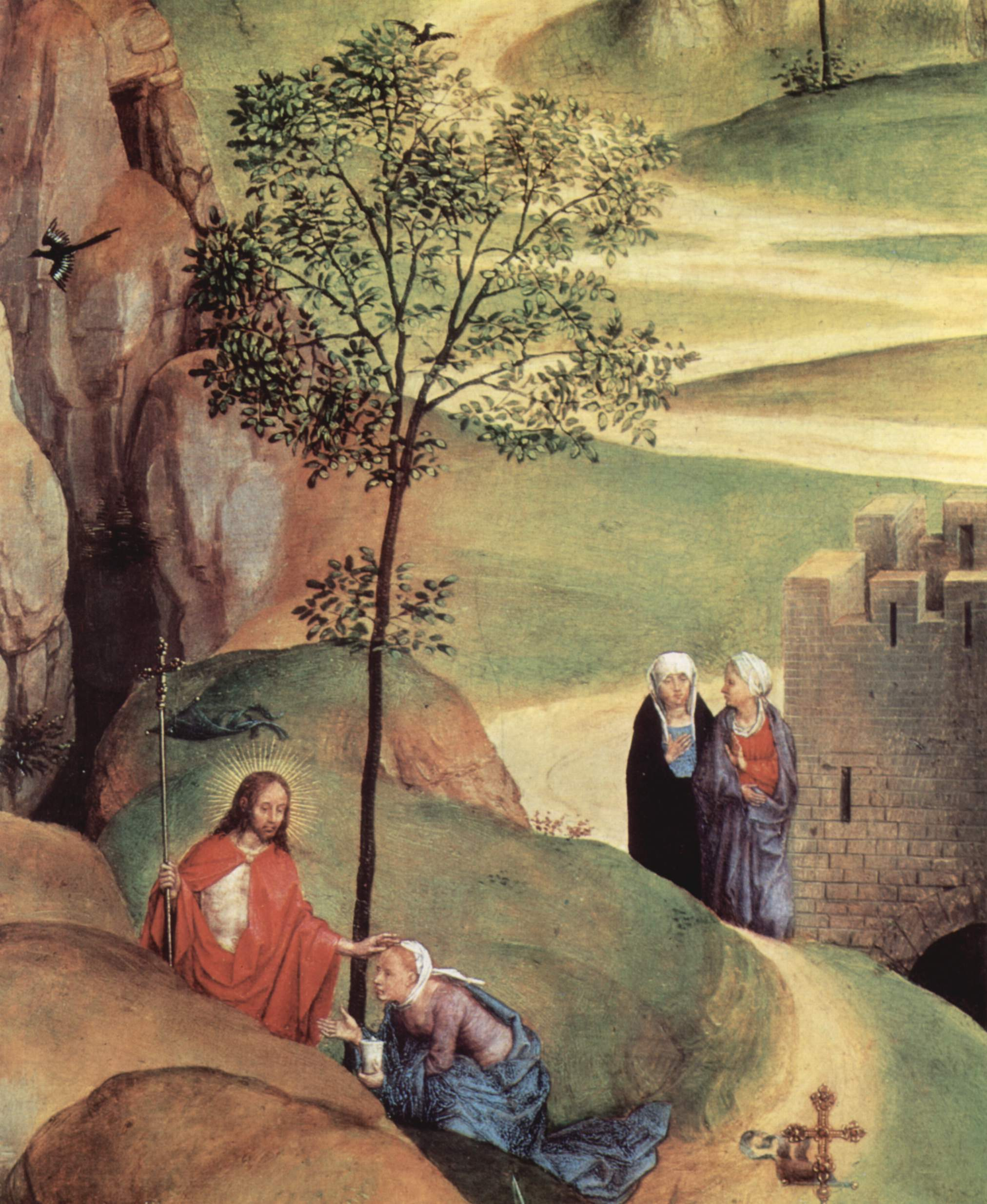
«Не прикасайся ко Мне»
(Х. Мемлинг, 1480 год)

На православных иконах вместе с жёнами-мироносицами неизменно изображается и Пресвятая Богородица. Священное Предание Церкви говорит также о Марии и Марфе — сёстрах Лазаря Четверодневного, Марии Клеоповой и Сусанне. Эти женщины вошли в гимнографию и литургические тексты под общим именованием жён-мироносиц.
Женщины, идя ко гробу, рассуждали, «кто отвалит камень от гроба». Перед их приходом, вследствие схождения Ангела, случается землетрясение, которое отвалило камень и повергло стражу в страх. Ангел говорит жёнам, что Христос воскрес, и предварит их в Галилее. Евангелие от Иоанна, как самое позднее, особо подчёркивает, что Мария Магдалина пришла ко гробу первой, — «во едину от суббот Мария Магдалина прииде заутра, ещё сущей тьме…» Возвращаясь к апостолам Петру и Иоанну, она говорит: «не знаем, где положили Его» (Ин. 20:2) (в синодальном переводе во множественном числе, то есть шла она не одна).

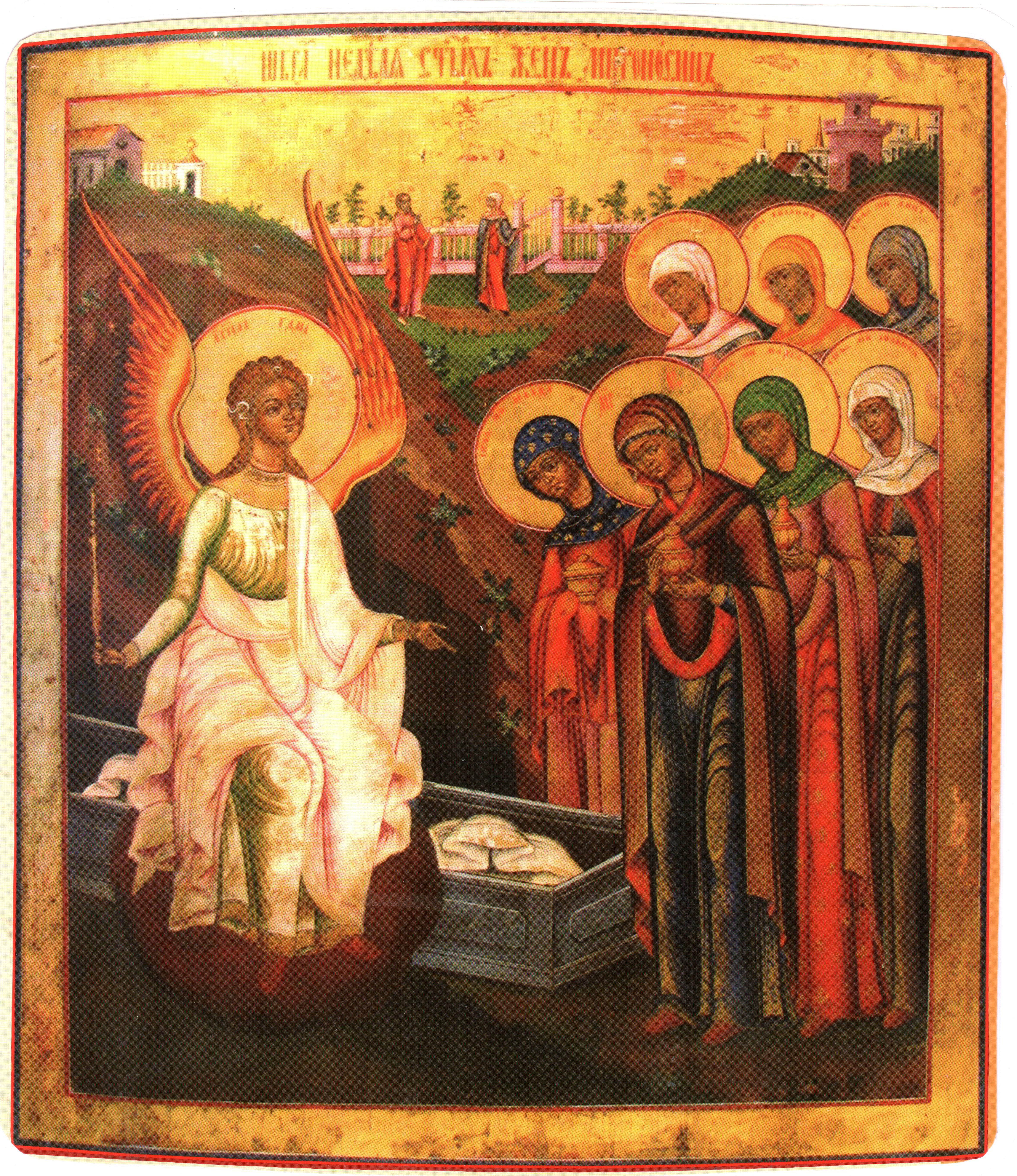
Семь жён-мироносиц (икона, н. XIX века)

После того как ушли апостолы Пётр и Иоанн, у гроба осталась Мария Магдалина. Она думала, что тело похитили, и плакала. В это время ей явился Христос, которого она приняла сначала за садовника. Он говорит ей, чтоб она не прикасалась к нему (Noli me tangere), пока он не восшёл к Отцу, и просит её сообщить ученикам о его воскресении. Затем, согласно Матфею, Мария, возвращаясь с благовестием к ученикам, встречает вторую Марию, и Христос является второй раз, повелевая вновь сообщить о воскресении всем ученикам. Апостолы же, услышав о воскресении Иисуса, не поверили. По церковному Преданию первой Иисус явился не Магдалине, а своей матери — Марии. В Евангелии от Матфея Иисус явился сразу всем жёнам-мироносицам (Мф. 28:9-10).

## Неделя жён-мироносиц
В Православной церкви третья неделя по Пасхе носит название: Неде́ля святы́х же́н мироно́сиц и Иоси́фа пра́веднаго (др.-греч. Κυριακή τοῦ ἁγίου μυροφόρων γυναικών καὶ τοῦ Ἰωσήφ δικαίου).
В православии прославление жён-мироносиц связано с прославлением Воскресения Христова. В богослужебных текстах их восхваляют за то, что они, преодолев страх, первыми пришли ко Гробу Господню, стали свидетелями явления ангела и первыми стали возвещать о воскресении Христа. Вместе с памятью мироносиц в этот день совершается и память праведных Иосифа Аримафейского и тайного ученика Иисуса Христа Никодима. Иосиф и Никодим помазали тело Иисуса Христа благовониями перед погребением, а жёны-мироносицы пришли помазать тело Христа в первый день после субботы — в воскресенье. На литургии в этот день читается 69 зачало Евангелие от Марка (Мк. 15:43-16:8).
|                                                                       | На греческом | На церковнославянском (транслитерация) | На русском |
| --------------------------------------------------------------------- | --- | --- | --- |
| Стихира на стиховне «Слава, и ныне» с Малой вечерни, глас 2 (Ἦχος β') | Αἱ Μυροφόροι ὄρθριαι γενόμεναι, καὶ τὸ μνῆμά σου μετὰ σπουδῆς καταλαβοῦσαι, ἐπεζήτουν σε Χριστέ, πρὸς τὸ μυρίσαι τὸ ἄχραντον Σῶμά σου, καὶ τοῦ Ἀγγέλου τοῖς ῥήμασιν ἐνηχηθεῖσαι, χαροποιὰ σύμβολα τοῖς Ἀποστόλοις ἐκήρυττον. Ὅτι ἀνέστη ὁ ἀρχηγὸς τῆς σωτηρίας ἡμῶν, σκυλεύσας τὸν θάνατον, τῷ δὲ κόσμῳ δωρούμενος, ζωὴν αἰώνιον καὶ τὸ μέγα ἔλεος.                                                                  | Мироно́сицы ра́но бы́вша, и гроб Твой со тща́нием дости́гша, иска́ху Тебе́ Христе́, во е́же пома́зати пречи́стое те́ло Твое́. И а́нгеловыми глаго́лы огласи́вшеся, радостотво́рныя о́бразы апо́столом пропове́даху, я́ко воскре́се Нача́льник спасе́ния на́шего, плени́вый смерть, ми́рови же да́руяй живо́т ве́чный и ве́лию ми́лость.                                                                         | Мироносицы, явившись на рассвете, и гроб пустым увидев, Апостолам возглашали: «Низложил тление Могущественный и пребывавших во аде исторг из уз; провозгласите с дерзновением, что воскрес Христос Бог, дарующий миру великую милость!» |
| Тропари праздника, глас 2 (Ἦχος β')                                   | Ὁ εὐσχήμων Ἰωσήφ, ἀπὸ τοῦ ξύλου καθελών, τὸ ἄχραντόν σου Σῶμα, σινδόνι καθαρᾷ εἱλήσας καὶ ἀρώμασιν, ἐν μνήματι καινῷ κηδεύσας ἀπέθετο· ἀλλὰ τριήμερος ἀνέστης Κύριε, παρέχων τῷ κόσμῳ τὸ μέγα ἔλεος. Ταῖς μυροφόροις Γυναιξί, παρὰ τὸ μνῆμα ἐπιστάς, ὁ Ἄγγελος ἐβόα· Τὰ μύρα τοῖς θνητοῖς ὑπάρχει ἁρμόδια, Χριστὸς δὲ διαφθορᾶς ἐδείχθη ἀλλότριος· ἀλλὰ κραυγάσατε· Ἀνέστη ὁ Κύριος, παρέχων τῷ κόσμῳ τὸ μέγα ἔλεος. | Благообра́зный Иоси́ф, с Дре́ва снем Пречи́стое Те́ло Твое́, плащани́цею чи́стою обви́в, и благоуха́ньми, во гро́бе но́ве, закры́в, положи́, но тридне́вен воскре́сл еси́, Го́споди, пода́яй ми́рови ве́лию ми́лость. Мироно́сицам жена́м, при гро́бе предста́в А́нгел, вопия́ше: ми́ра ме́ртвым суть прили́чна, Христо́с же истле́ния яви́ся чуждь. Но возопи́йте: воскре́се Госпо́дь, подая́й ми́рови ве́лию ми́лость. | Благообразный Иосиф, с древа сняв пречистое тело Твоё, чистым полотном обвив и помазав благовониями, в гробнице новой положил. Но в третий день воскрес Ты, Господи, даруя миру великую милость. Жёнам-мироносицам представ у гробницы, Ангел восклицал: «Миро приличествует мёртвым, Христос же явился тлению неподвластным; лучше возгласите: Воскрес Господь, дарующий миру великую милость!» |
| Кондак праздника, глас 2 (Ἦχος β')                                    | Τὸ Χαῖρε ταῖς Μυροφόροις φθεγξάμενος, τὸν θρῆνον τῆς προμήτορος Εὔας κατέπαυσας, τῇ Ἀναστάσει σου, Χριστὲ ὁ Θεός, τοῖς Ἀποστόλοις δὲ τοῖς σοῖς κηρύττειν ἐπέταξας, ὁ Σωτὴρ ἐξανέστη τοῦ μνήματος. | Ра́доватися мироно́сицам повеле́л еси́, плачь прама́тере Е́вы утоли́л еси́ воскресе́нием Твои́м, Христе́ Бо́же, апо́столом же Твои́м пропове́дати повеле́л еси́: Спас воскре́се от гро́ба. | «Радуйтесь» мироносицам возгласив, плач праматери Евы прекратил Ты воскресением Твоим, Христе Боже; Апостолам же Твоим повелел провозглашать: «Спаситель воскрес из гроба!» |

В последнее время не только в светских, но даже в церковных кругах стало активно насаждаться восприятие этот дня как православного аналога 8-го марта.

## Память в топонимике и названиях
- Мироносицкие церкви — православные церкви, освящённые во имя жён-мироносиц.
- Мироносицкая площадь
- Мироносицкая улица
- «Мироносиц» — корабль российского флота.